# Transatlantic (musikgrupp)
Transatlantic är ett progressivt sidoprojekt för samtliga dess medlemmar:
- Trummor och sång – Mike Portnoy (Dream Theater, Long Beach - New York, USA)
- Gitarr och sång – Roine Stolt (The Flower Kings, Uppsala, Sverige)
- Keyboard och huvudsång – Neal Morse (Spock's Beard, soloartist, Van Nuys, Kalifornien, USA)
- Elbas och sång – Pete Trewavas (Marillion/Kino, London, England)
- Gitarr, Keyboard och sång (Endast som stöttepelare live, medverkar inte på studioinspelningarna) – Daniel Gildenlöw (Pain of Salvation, Sverige)

Transatlantic är en så kallad "supergrupp" där samtliga medlemmar är kända från andra projekt. Det är inte en permanent grupp utan fungerar som tillfälligt sidoprojekt för medlemmarna som normalt verkar i andra sammanhang. Gruppen släppte två kritikerrosade album, men projektet avstannade då Neal Morse blev frälst och startade en solokarriär.
Medlemmarna återförenades i april 2009 och spelade in en ny skiva som kom ut i oktober 2009.
Musiken ligger i linje med det medlemmarna spelar i sina egna projekt, d.v.s. progressiv rock-musik inspirerad av 70-talsgrupper som Yes och Genesis.

## Album
- SMPT:e (Stolt Morse Portnoy Trewavas) – 2000

1. "All Of The Above" – 30:59
2. "We All Need Some Light" – 5:44
3. "Mystery Train" – 6:51
4. "My New World" – 16:15
5. "In Held (Twas) In I" – 17:21

- Bridge Across Forever – 2001

1. "Duel With The Devil" – 26:43
2. "Suite Charlotte Pike" – 14:30
3. "Bridge Across Forever" – 5:33
4. "Stranger In Your Soul" – 26:05

- Live in Europe - dvd med musiken även bifogad på 2 cd – 2003. Inspelad 2001.

1. "Duel With The Devil" – 26:00
2. "My New World" – 16:20
3. "We All Need Some Light" – 6:11
4. "Suite Charlotte Pike" – 30:55 (inkluderar flera låtar från The Beatles' Abbey Road)
5. "Stranger In Your Soul" – 30:36
6. "All Of The Above" – 30:20

Cd 1 innehåller spår 1-4 från dvd:n, cd 2 spår 5-6. En limiterad utgåva innehöll också en andra dvd med en cover av "Shine On You Crazy Diamond", inspelad live i Los Angeles i januari 2001 samt en bakomfilm från turnén. Huvud-dvd:n inspelad i Tilburg, Nederländerna, november 2001. Gildenlöw medverkar här, han är däremot inte krediterad som musiker på de två tidigare studioalbumen.
- The Whirlwind – 2009

1. "Overture/Whirlwind" – 9:54
2. "The Wind Blew Them All Away" – 6:10
3. "On The Prowl" – 6:03
4. "A Man Can Feel" – 6:35
5. "Out Of The Night" – 4:22
6. "Rose Colored Glasses" – 7:54
7. "Evermore" – 4:10
8. "Set Us Free" – 5:03
9. "Lay Down Your Life" – 5:11
10. "Pieces Of Heaven" – 2:17
11. "Is It Really Happening" – 8:11
12. "Dancing With Eternal Glory/Whirlwind" (Reprise) – 12:04

The Whirlwind släpptes även i två utvidgade utgåvor, dels med en andra cd vilken innehöll fyra ytterligare låtar och fyra covers av äldre progrocklåtar, dels ytterligare utvidgad med en dvd med en film om inspelningen av albumet.
- The Whirlwind (Bonus CD) – 2009

1. "Spinning" – 9:58
2. "Lenny Johnson" – 4:20
3. "For Such A Time" – 5:23
4. "Lending A Hand" – 8:43
5. "The Return Of The Giant Hogweed" (Genesis cover) – 8:26
6. "A Salty Dog" (Procol Harum cover) – 4:59
7. "I Need You" (America/The Beatles cover) – 4:39
8. "Soul Sacrifice" (Santana cover) – 10:00

- Whirld Tour 2010 Live In London (som 2-dvd eller 3-cd) – 2010

1. "The Whirlwind" – 79:52
2. "All Of The Above" – 30:19
3. "We All Need Some Light" – 8:40
4. "Duel With The Devil" – 28:31
5. "Bridge Across Forever" – 6:03
6. "Stranger In Your Soul" – 30:00

Cd 1 innehåller spår 1 , cd 2 spår 2-4 och cd 3 spår 5-6. Dvd 1 innehåller spår 1-4 och dvd 2 spår 5-6. Dessutom innehåller dvd 2 en dokumentär från turnén, en bandintervju samt ett bonusspår, "The Return Of The Giant Hogweed", med gästmusiker Steve Hackett, originalgitarristen från Genesis.
- More Never Is Enough (2 dvd med musiken även bifogad på 3 cd) – 2011

1. "The Whirlwind" – 79:45
2. "All Of The Above" – 31:57
3. "We All Need Some Light" – 10:22
4. "Duel With The Devil" – 28:48
5. "Bridge Across Forever" – 6:02
6. "Stranger In Your Soul" – 33:17

Cd 1 innehåller spår 1 , cd 2 spår 2-4 och cd 3 spår 5-6. Dvd 1 innehåller spår 1 och dvd 2 spår 2-6. Dessutom innehåller dvd 2 bonusspåret "The Return Of The Giant Hogweed" (Genesis-cover). Konserten är inspelad i Tilburg, och bandet har sällskap på scen av Daniel Gildenlöw på gitarr, keyboard och kör.
- Kaleidoscope – 2014

1. "Into The Blue" – 25:13
2. "Shine" – 7:28
3. "Black As The Sky" – 6:45
4. "Beyond The Sun" – 4:31
5. "Kaleidoscope" – 31:53

Kaleidoscope släpptes även som en dubbel-cd där andra skivan innehåller åtta covers av äldre progrocklåtar.
- Kaleidoscope (Bonus CD) – 2014

1. "And You And I" (Yes cover) – 10:45
2. "Can't Get It Out Of My Head" (ELO cover) – 4:46
3. "Conquistador" (Procol Harum cover) – 4:13
4. "Goodbye Yellow Brick Road" (Elton John cover) – 3:20
5. "Tin Soldier" (Small Faces cover) – 3:22
6. "Sylvia" (Focus cover) – 3:49
7. "Indiscipline" (King Crimson cover) – 4:45
8. "Nights In White Satin" (The Moody Blues cover) – 6:13